# Michel Fardeau
Michel Fardeau né le 24 octobre 1929 à Paris 12e et mort le 6 décembre 2024 à Villejuif, est un médecin chercheur en pathologie médicale, pionnier fondateur en France de la myologie, discipline médicale traitant des maladies musculaires. Il est en outre professeur titulaire au Conservatoire National des Arts et Métiers dans une Chaire dédiée à l'insertion sociale des Personnes Handicapées.

## Biographie

### Jeunesse et formation
Parisien de naissance, Michel Fardeau effectue sa scolarité secondaire au Lycée Voltaire puis de 1939 à 1945 au Collège du Blanc (Indre). Major au PCB (section C) en 1946, il sera externe puis interne des hôpitaux de Paris (1954) puis Chef de Clinique (1959-1960). Entré au CNRS à l'issue de son Internat, il y fera toute sa carrière scientifique, de stagiaire (1959) à Directeur de Recherche (1977). Il a été également « Research fellow » des National Institutes for health (NIH) à Bethesda (USA), (1967-1968).

### Carrière hospitalo-universitaire
En 1960, il crée à la Salpêtrière un laboratoire de Microscopie Électronique destiné à l’étude de la pathologie neuromusculaire humaine. Ce laboratoire deviendra Équipe de Recherche du CNRS en 1971, puis Unité de Recherche Inserm de 1976 à 1998. À cette date, il devient le premier Directeur Médical et Scientifique du nouvel Institut de Myologie, créé par l’Association Française contre les Myopathies (AFM-Téléthon) à l’Hôpital de la Pitié Salpêtrière. En 1990, Michel Fardeau a été élu comme Professeur titulaire dans une Chaire du Conservatoire National des Arts et Métiers nouvellement créée, dédiée à l’Insertion Sociale des Personnes Handicapées, qu’il occupera jusqu’en 2002.
Michel Fardeau a présidé de nombreux Conseils Scientifiques à l’Université Paris VI et à l’étranger. Il a été Membre du Collège de Direction Scientifique de l’Inserm de 1982 à 1994. Il a été Membre du Comité Consultatif National d’Éthique (1986-1990) puis Président du Comité d’Éthique en Recherche Médicale et en Santé (2000-2003).

### Honneurs et distinctions
- Membre Correspondant de l’American Neurological Association (1995)
- Académie des Sciences (1996)[5]
- Membre titulaire de l'Académie des Technologies (1999)[6]
- Médaille de Vermeil de la ville de Paris (2013)[7]
- grande Médaille de l’Académie de Médecine (2014)[8]
- Docteur honoris Causa de l’Université de Mons Hainaut (2004)[9]

### Dernières années
Michel Fardeau meurt le 6 décembre 2024.

## Apport scientifique
Michel Fardeau a consacré toute sa vie scientifique à l’analyse et au traitement des maladies neuromusculaires humaines. Ses travaux ont porté en particulier sur l’analyse clinique et morphologique des myopathies congénitales définies par des anomalies de structure des fibres musculaires. On lui doit des descriptions princeps dans le domaine des cardiomyopathies avec surcharge en desmine ,, des myopathies sévères de l’enfant autosomiques récessives avec déficit en adhaline (gamma - sarcoglycane), des dystrophies musculaires congénitales du tout-petit avec déficience en mérosine, et des dystrophies, musculaires des ceintures juvéniles redécouvertes dans un isolat génétique de l’Ile de la Réunion, avec déficience en Calpaïne 3, dystrophies retrouvées ensuite dans le monde entier. 
Ces recherches ont conduit à une meilleure détection et prévention de ces affections génétiques,, et aux premières avancées thérapeutiques, expérimentales (par greffe cellulaire) ou humaines (premier essai de thérapie génique à l’aide d’un plasmide dytrophine) dans la myopathie de Duchenne. 
Dans le domaine du handicap, il a été chargé d’un rapport sur l’analyse comparative et prospective des politiques mises en œuvre en direction des personnes handicapées, rapport préparatoire à la loi sur l’Égalité des Chances de 2005. 

## Ouvrages
- L’Homme de chair : Éditions Odile Jacob, 2005, EAN 9782738114075
- Passion Neurologie, Jules et Augusta Dejerine : Éditions Odile Jacob, 2012[22]

## Prix et distinctions
- Lauréat du Grand Prix de la Fondation Athéna-Institut de France, 1985
- Prix « Duchenne-Erb » de la Deutsche Gesellschaft Bekämfung der Muskelkrankheiten, 1991
- International Prize Gaetano Conte (Basic Research), 1995
- Premio Ottorino Rossi, Pavia, 1996
- Médaille de la Swedish Society of Medicine, 2000
- Lifetime Achievement Award (World Federation of Neurology), 2002
- Membre de l’Academia Europaea[23] (Section Physiology and Biophysics) 1995
- Membre correspondant de l’Académie des sciences (Section des Sciences Biologiques et Médicales) 1996
- Membre d’Honneur de l’Académie des Sciences Médicales de Roumanie (1996)
- Membre titulaire (1999), puis émérite (2000) de l’Académie des Technologies
- Ordre national du Mérite, Chevalier, 1985
- Légion d’Honneur, Chevalier : 1989 ; Officier : 1998